# Pallet
Pallet（パレット）は、女性声優4人による声優ユニット。

## 概要
- 2004年2月に文化放送『井上喜久子のキャラメルハイツ』のアシスタント「キャン番娘」として2000人の中から選ばれた4人の新人声優。
- 2005年4月からはPalletとして活躍。イベントやネットラジオなどで精力的に活動。
- 2007年3月に解散、現在はそれぞれが新たなフィールドで活躍中。

## ディスコグラフィ

### シングル
| 枚  | 発売日        | タイトル     | 規格品番 |
| --- | ------------- | ------------ | -------- |
| 1st | 2005年8月10日 | 心のパレット | WM-0503  |

### ミニアルバム
| 枚  | 発売日         | タイトル    | 規格品番 |
| --- | -------------- | ----------- | -------- |
| 1st | 2005年12月21日 | Sweet★Spice | WM-0513  |

## 出演

### ラジオ
- 井上喜久子のキャラメルタウン（? - 2006年3月、BSQR489）
  - 井上喜久子のキャラメルハイツ（2004年 - 2006年3月、文化放送・BSQR489）
- Palletのカラフル★Pallet（2005年4月 - ?、BSQRインターネットラジオ）
- Palletのきまぐれ★Street（2006年4月 - 2007年3月、klap.jp）